# Форти, Этторе
Эдуардо Этторе Форти (итал. Ettore Forti; 1850 — 1940) — итальянский художник, автор многочисленных картин на античный сюжет.

## Биография
О жизни Этторе Форти известно немногое. Он работал в Риме, а пик популярности его творчества пришёлся на 1890-е и 1900-е годы. В этот период он активно участвовал в выставках, как в Италии, так и за её пределами, например в Берлине. Искусствоведы относят творчество Форти к так называемой неопомпейской школе, к которой также принадлежали Франческо Нетти, Камилло Миола, Джузеппе Боскетто и ряд других художников. Для творчества художников-неопомпейцев было характерно стремление максимально достоверно (на уровне передовых исторических знаний их времени) воспроизвести на своих картинах повседневную жизнь Древнего Рима. Для этой цели активно использовались, в частности, данные, полученные учёными в ходе археологических раскопок в Геркулануме и Помпеях (отсюда и название). Если других художников в основном интересовали сцены из античной мифологии или изображения выдающихся исторических событий, то для неопомпейцев был характерен интерес к жанровой живописи, воспроизведению сценок из античной повседневности (хотя встречаются в их творчестве и картины на мифологический сюжет). Сегодня картины Этторе Форти хранятся в коллекции музея Гетти в Лос-Анджелесе, а также ряда других музеев и частных собраний.

## Галерея

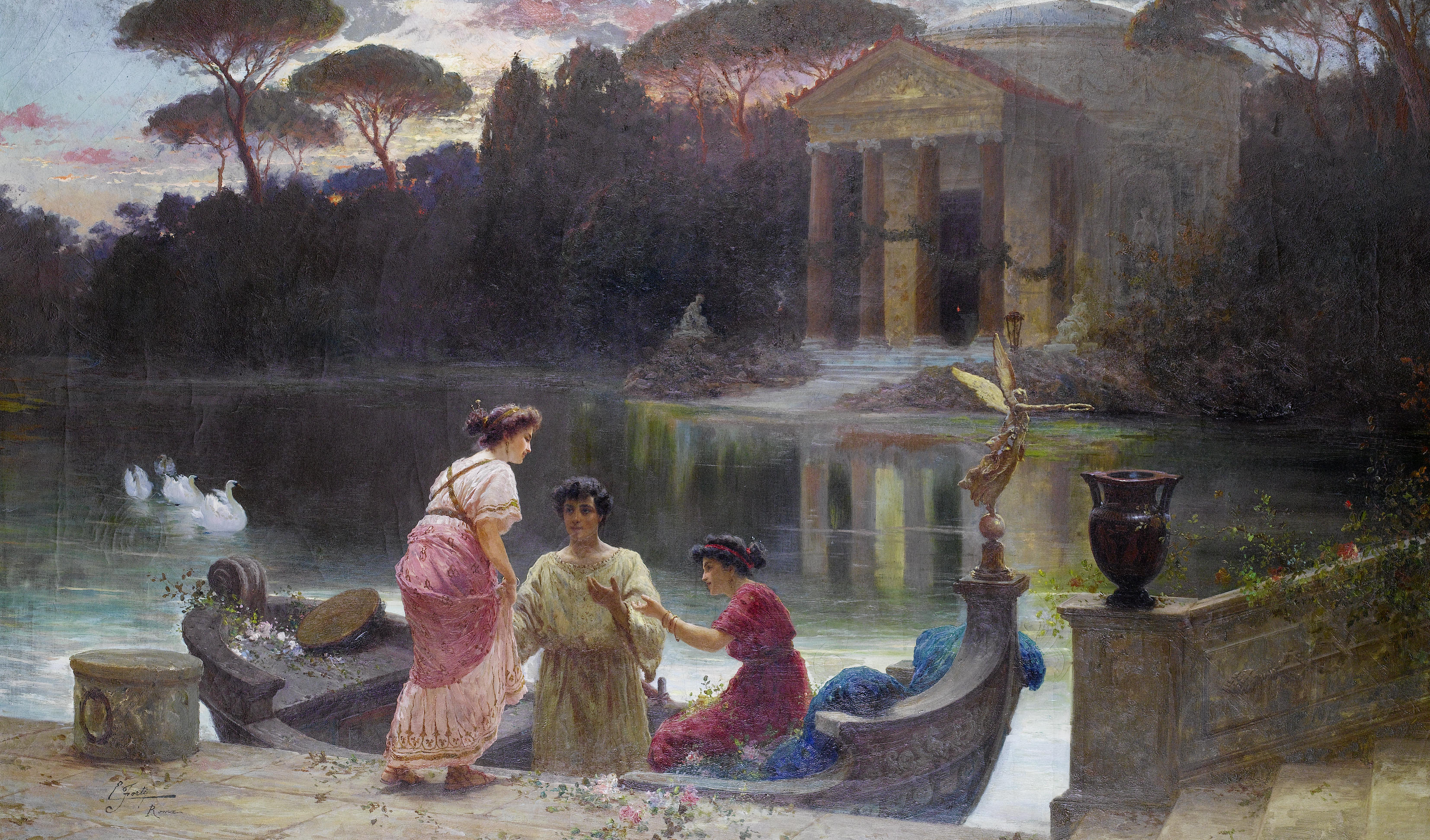
Античный храм вечером
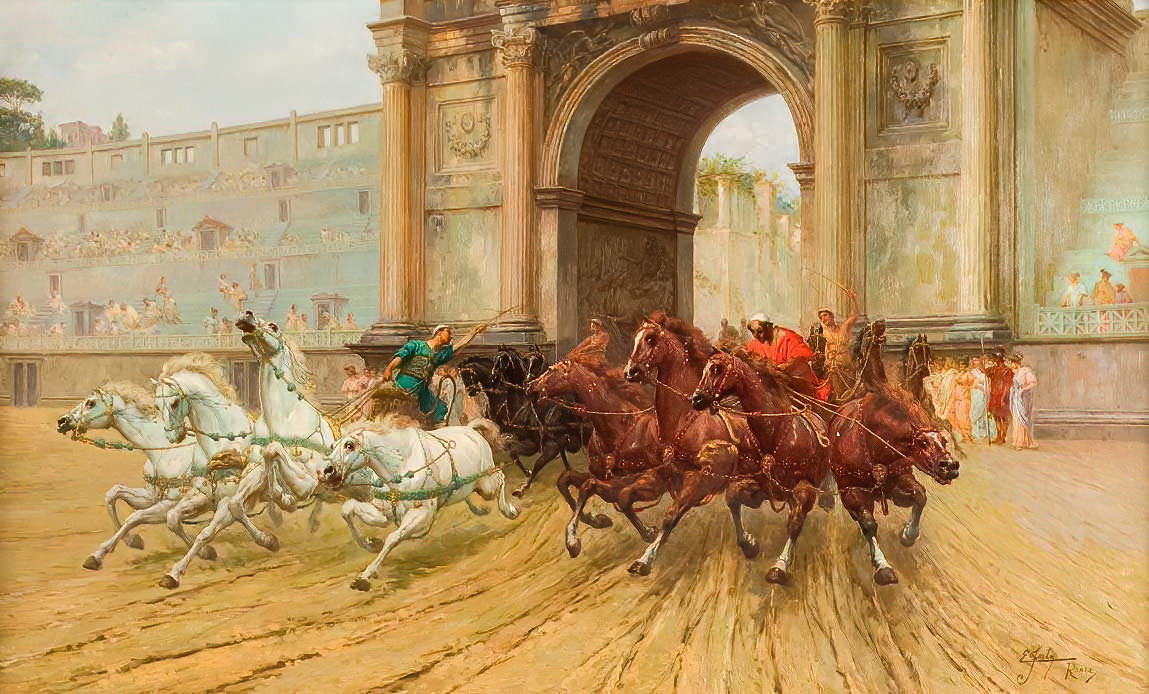
Гонки на колесницах в Большом Цирке. Выезд колесниц
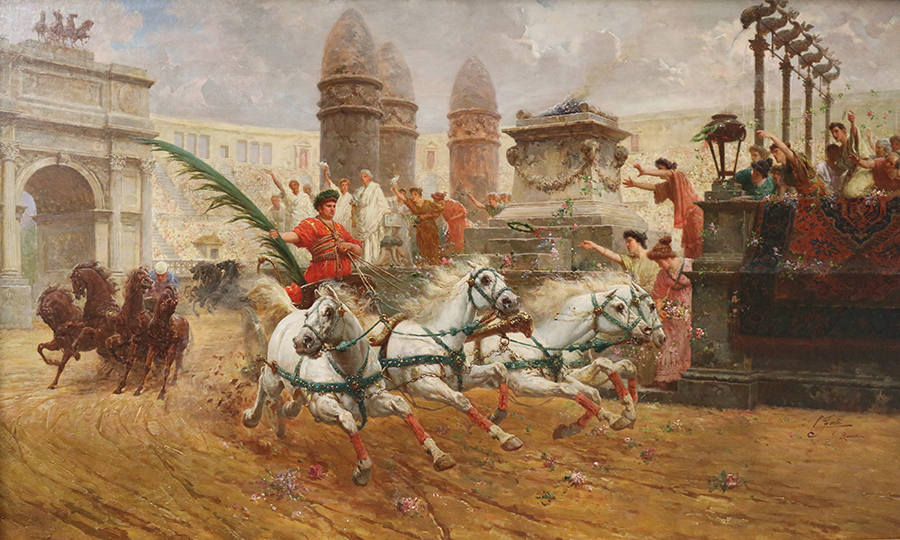
Гонки на колесницах. Триумф победителя
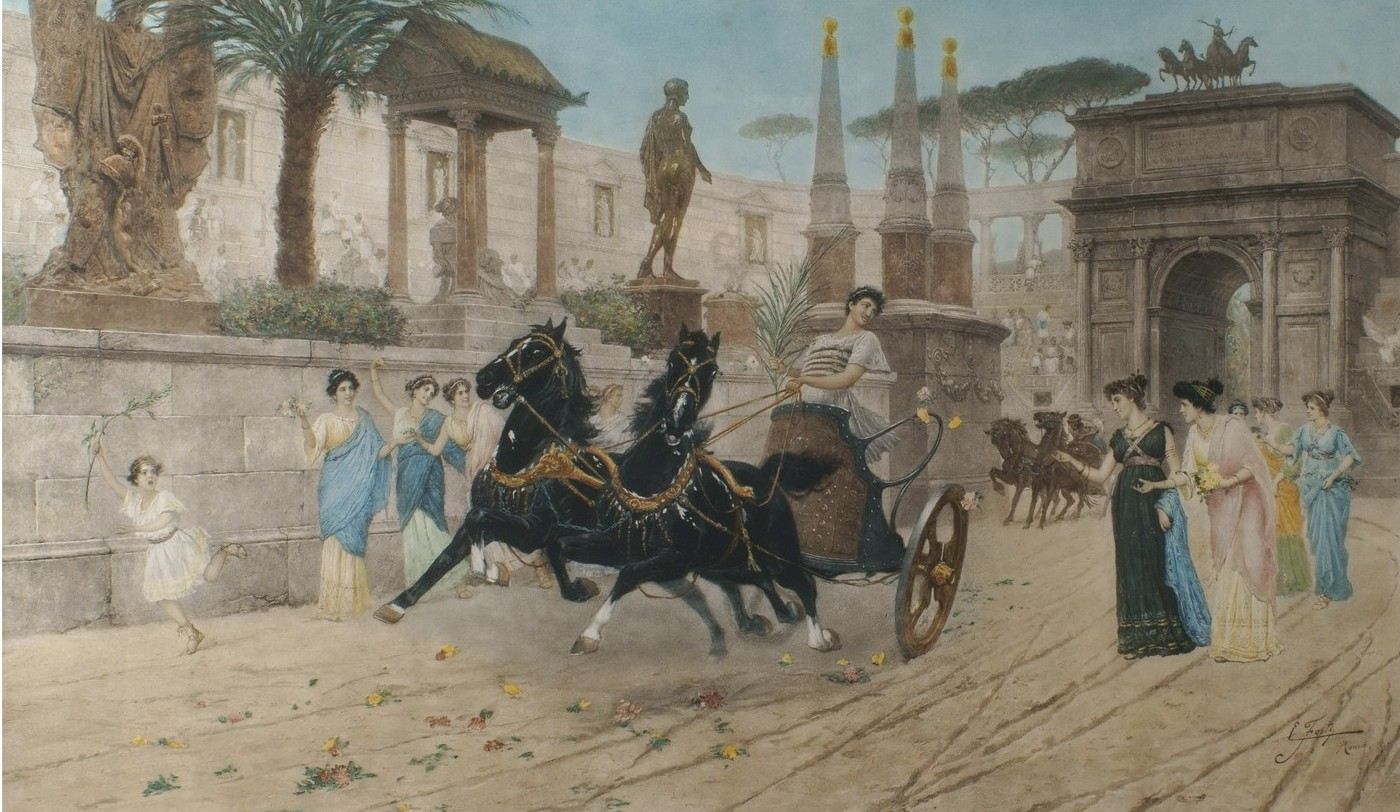
Колесничий-триумфатор на улицах Рима
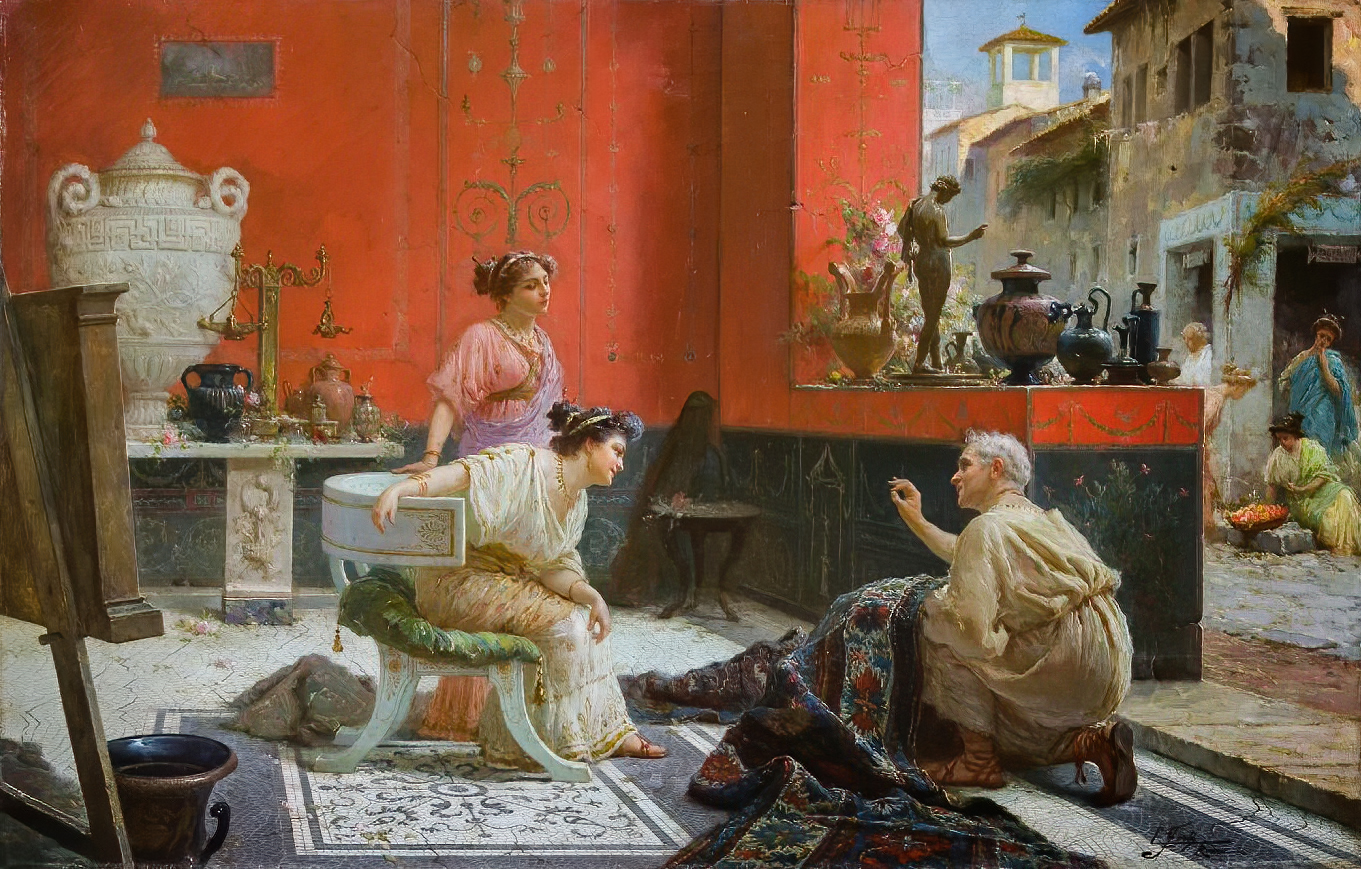
Торговец коврами
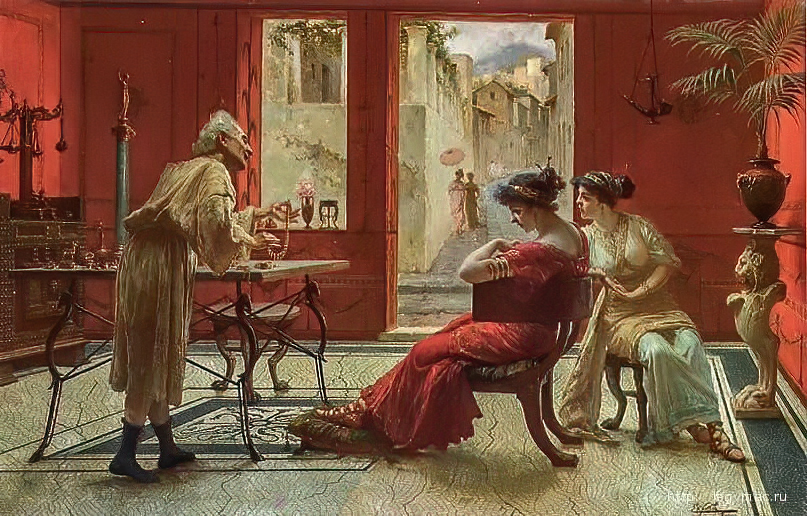
Ювелир
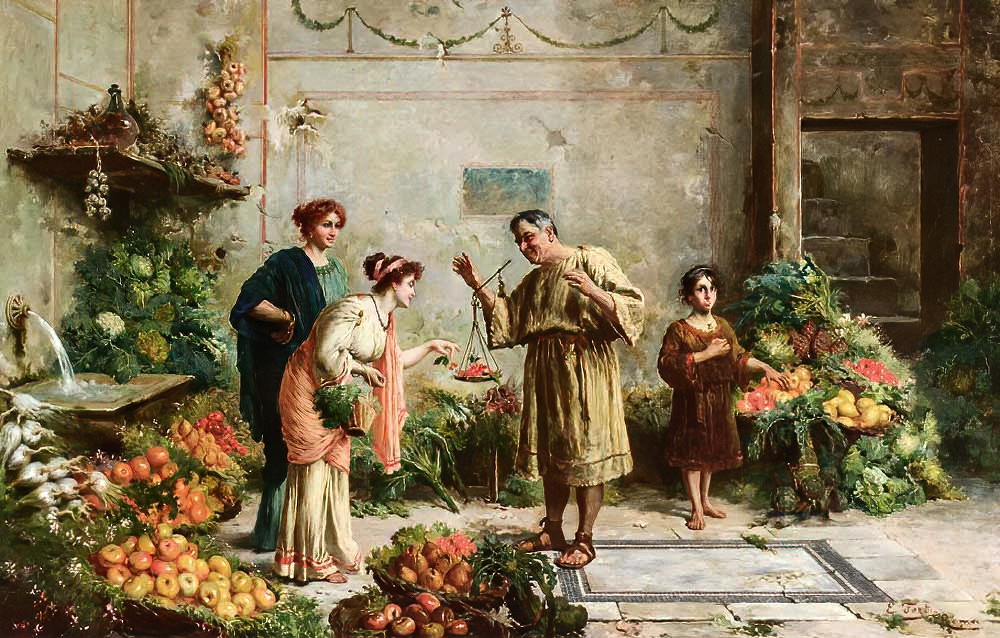
Торговец фруктами
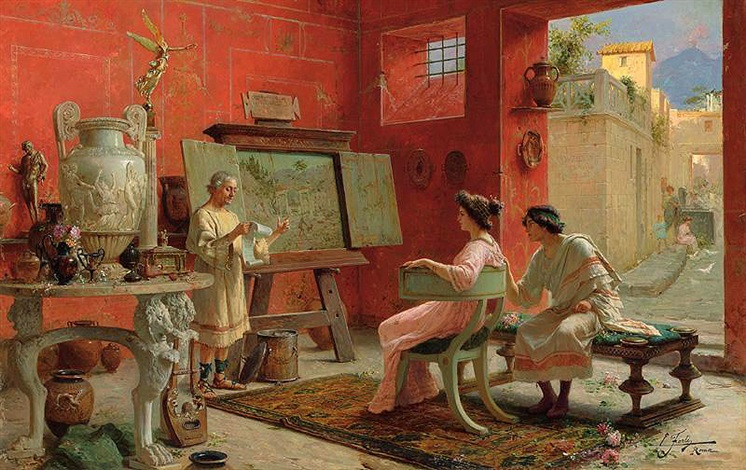
Антиквар
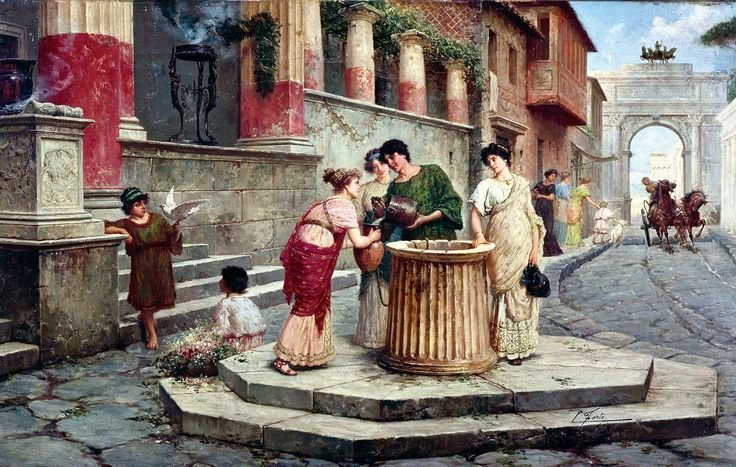
Улица в Помпеях
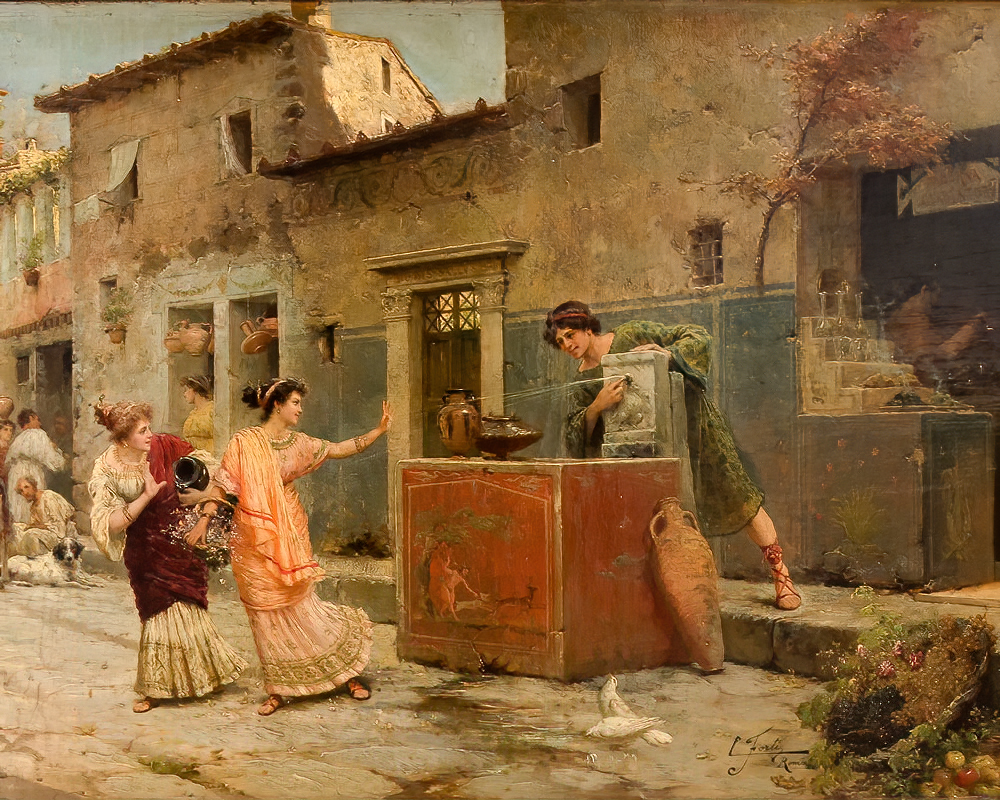
Сцена у фонтана
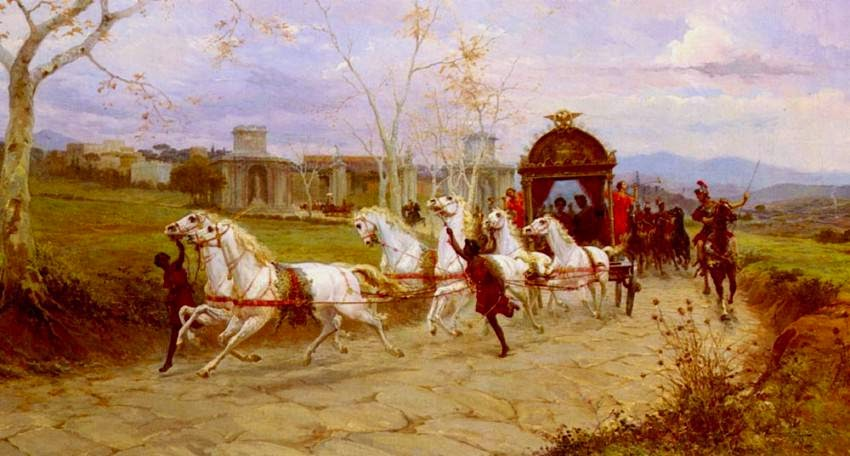
Возвращение императора Адриана из Тиволи
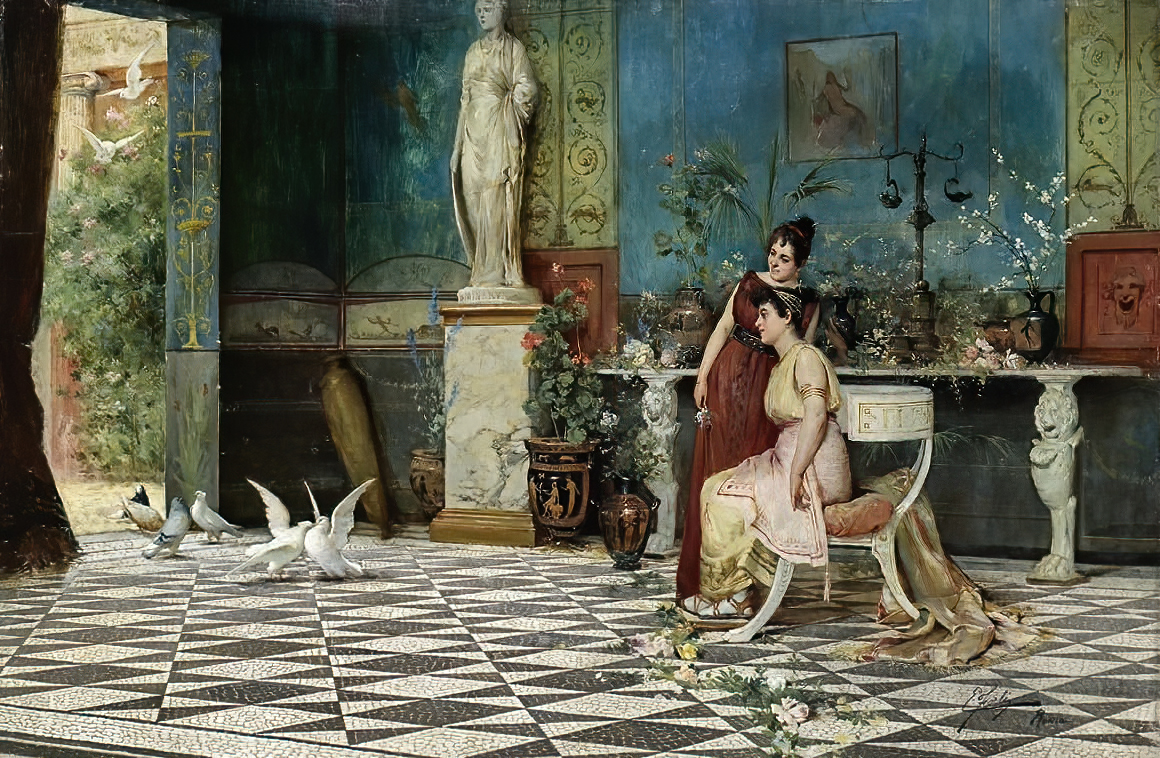
В древнеримском дворце
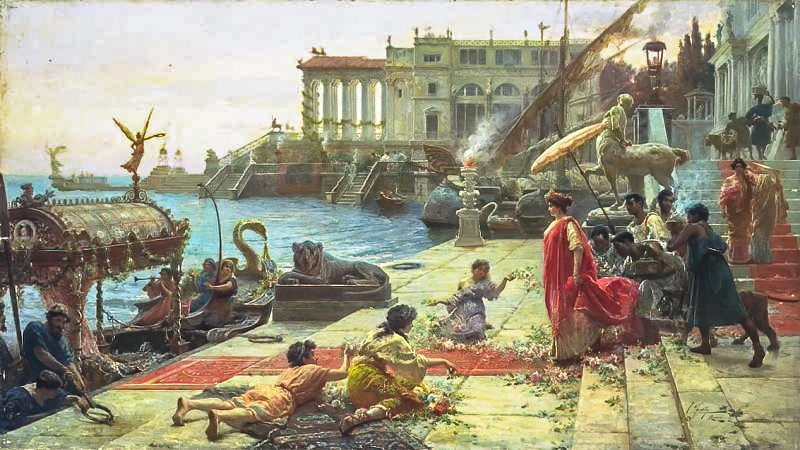
Отъезд патрицианки
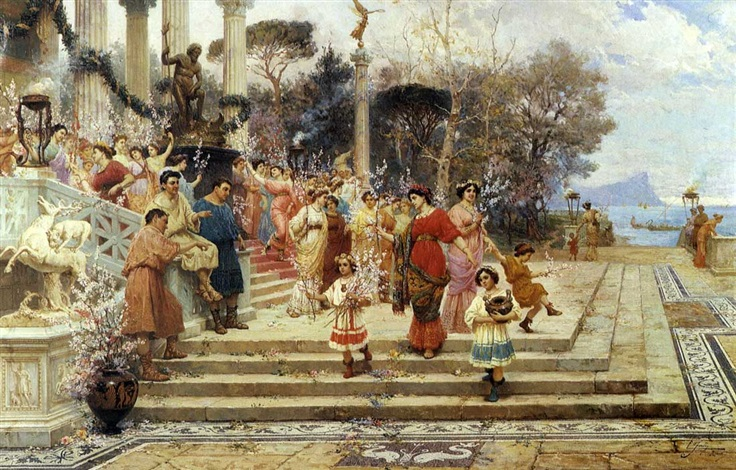
Античный праздник
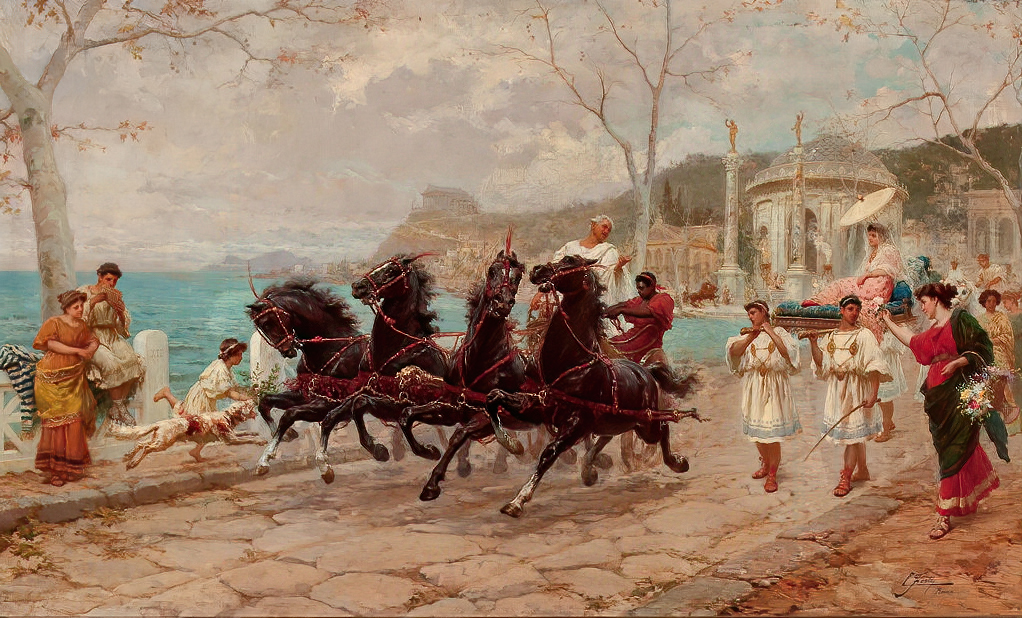
Уличная сцена
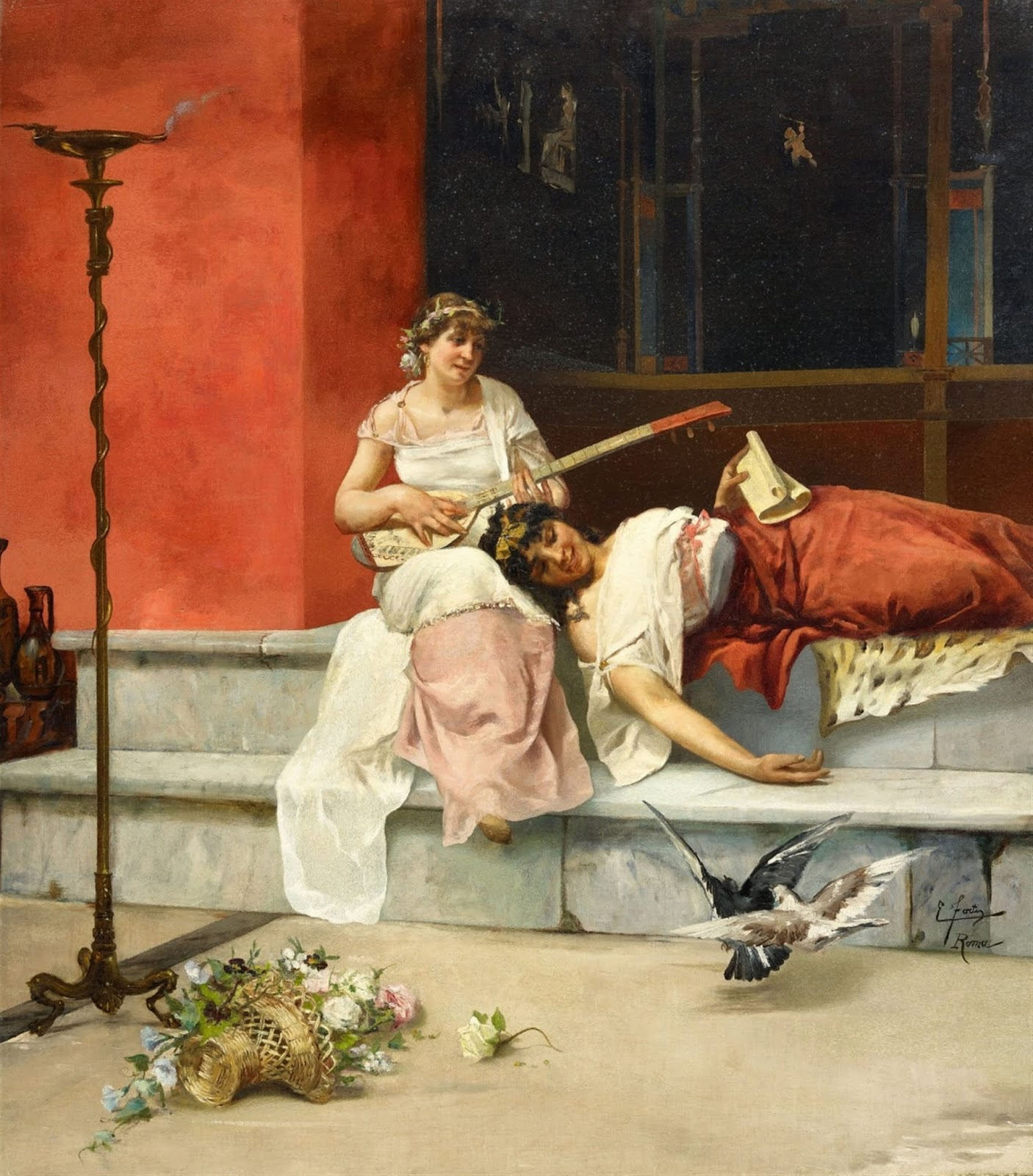
Музицирующие женщины
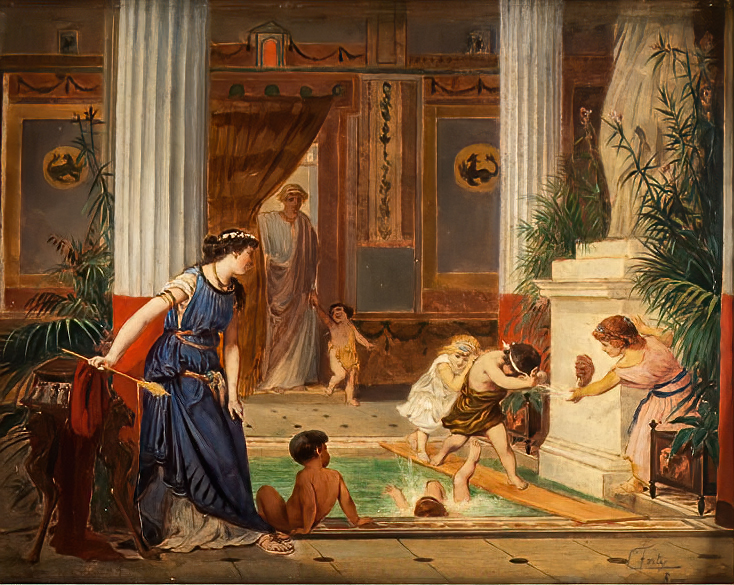
Купание